# أمية بن بسطام
أمية بن بسطام بن المنتشر. أبو بكر البصري، العيشي. من رواة الحديث وهو ثقة. قال ابن حبان: مات سنة إحدى وثلاثين ومائتين.

## روايته للحديث النبوي
- حدث عن: ابن عمه يزيد بن زريع الحافظ وأبي عقيل يحيى المتوكل وبشر بن المفضل ومعتمر بن سليمان وطبقتهم.
- حدث عنه: البخاري ومسلم وأبو زرعة وأبو حاتم وأبو بكر بن أبي عاصم والحسن بن سفيان وجعفر الفريابي ومحمد بن حبان الباهلي وأبو يعلى الموصلي ، وخلق سواهم.[2]

## الجرح والتعديل
- قال أبو حاتم الرازي: محله الصدق.
- وقال ابن حجر العسقلاني: صدوق.
- وقال الذهبي: ثقة.
- وقال مصنفوا تحرير تقريب التهذيب: ثقة فهو شيخ البخاري ومسلم.[1]